# Nauka spadania (film)
Nauka spadania (ang. A Long Way Down) – brytyjsko-amerykański komediodramat z 2014 roku w reżyserii Pascala Chaumeila. Adaptacja powieści Nicka Hornby’ego pt. Długa droga w dół (2005). Zdjęcia kręcono w Londynie oraz na Majorce.

## Fabuła
Akcja filmu zaczyna się w sylwestra, kiedy dawny prezenter telewizyjny Martin Sharp stoi na krawędzi jednego z londyńskich wieżowców. Chwilę potem dołączają do niego trzy inne osoby mające ten sam zamiar co on, czyli popełnienie samobójstwa. Były chłopak Jess donosi do mediów o sytuacji na dachu wieżowca. Czwórka niedoszłych samobójców postanawia zarobić pieniądze na swojej historii, jednak sytuacja wymyka się spod kontroli i wszyscy postanawiają opuścić miasto, wyjeżdżając na wspólne wakacje. Wcześniej zawierają umowę, że przez najbliższe 6 tygodni, do dnia walentynek, żadne z nich się nie zabije. 
Podczas wakacji wychodzi na jaw że J.J. kłamał na swój temat, co prowadzi do konfliktu; wszyscy udają się do domu i wracają do swojego dawnego życia. Dopiero gdy niepełnosprawny syn Maureen ląduje w szpitalu na skutek zawału mięśnia sercowego w dniu walentynek, przyjaciele ponownie łączą się; jednak nie ma z nimi J.J. Cała trójka po uświadomieniu sobie, że są walentynki, biegnie na dach wieżowca, na którym się poznali... J.J. załamany swoją bezradnością życiową i tym, kim jest, gotowy jest skoczyć, jednakże pozostała trójka przekonuje go, aby tego nie robił. 
Następnie mija 320 dni, przyjaciele internetowo komunikują się ze sobą; okazuje się, że Martin wrócił do swoich dzieci, J.J. i Jess są razem, a Maureen spotyka się z Robertem, lekarzem swojego syna.

## Obsada
- Pierce Brosnan jako Martin Sharp
- Toni Collette jako Maureen
- Imogen Poots jako Jess Crichton
- Aaron Paul jako J.J.
- Rosamund Pike
- Sam Neill
- Tuppence Middleton jako Kathy
- Joe Cole jako Chas

i inni.